# Vissefjärda distrikt
Vissefjärda distrikt är ett distrikt i Emmaboda kommun och Kalmar län. 
Distriktet omfattar ett område söder om Emmaboda. 

## Tidigare administrativ tillhörighet
Distriktet inrättades 2016 och utgörs av en del av området Emmaboda köping omfattade till 1971, i område som före 1969 utgjorde Vissefjärda socken och som uppgick i köpingen det året.
Området motsvarar den omfattning Vissefjärda församling hade vid årsskiftet 1999/2000 och som den fick 1939 när Emmaboda församling bröts ut.